# Константин I Кантакузин
Константин Кантакузин (у румунској историографији познат као постелник Константин Кантакузин; рођен 1598 – умро 20. децембар 1663. године), син Андроника Кантакузина, је био утицајни бојар из Влашке, један од најближих потчињених војводе Матеја Басараба. Међу његовом децом били су и Шербан Кантакузин (господар Влашке), хуманиста и политичар Константин Кантакузин столнић, гувернер и велики оснивач Михај Кантакузин и Станка (удата за члана породице Бранковеану), мајка господина Константина Бранковеануа.
Војвода Михаj III му је претио смрћу, у августу 1658. ходине склонио се у Трансилванију, а затим у Молдавију. Турци су га изручили и суђено му је, али је избегао оптужбу за издају.
На почетку владавине војводе Григора I Гике био је у веома добрим односима са њим, али оптужен од Строе Леурдеануа и Думитраску Кантакузина да је ковали заверу против њега током његовог одсуства из земље, он је задављен по наређењу војводе Григора I Гике у трпезарији манастира Снагов, 20. децембра у Морганиену.

## Породица
Константин I је био ожењен Елином Кантакузин, ћерком војводе Радуа X Шербана Басараба. Заједно су имали шест синова, од којих су сви достигли високе положаје, што је јединствен случај у историји Влашке, како је приметио историчар Николае Стоицеску.
Синови:
- Драги Кантакузин;
- Шербан Кантакузин;
- Константин II Кантакузин;
- Михај Кантакузин;
- Матеј Кантакузин, отац Томе Кантакузина,
- Јордакхе Кантацузин.

Ћерке:
- Марица, удата за великог дефанзивца Пана Филипескуа; други пут за великог логотипа Радуа Крецулескуа;
- Станка, удата за Папа Бранковеануа, мајка војводе Константина Бранковеануа;
- Анкуца, удата за постелника Јанакија Катарџија и деуги пут за одборника Стојана Флорескуа.